# Kellan Lutz
Kellan Christopher Lutz (ur. 15 marca 1985 w Dickinson) – amerykański aktor filmowy i telewizyjny.

## Życiorys

### Wczesne lata
Urodził się w Dickinson w stanie Dakota Północna jako syn Karli (z domu Theesfeld) i Bradleya Lutza. Wychowywał się z siostrą Brittany i sześcioma braćmi: Brandonem, Tannerem, Davidem, Danielem, Bradem i Chrisem. Od trzynastego do czternastego roku życia pracował jako model. Po ukończeniu szkoły średniej Horizon High School w Scottsdale, wyjechał do Kalifornii, aby studiować na Chapman University na wydziale technologii chemicznej i inżynierii procesowej.

### Kariera
Występował gościnnie w operze mydlanej Moda na sukces, a także w serialach: CSI: Kryminalne zagadki Nowego Jorku, Sześć stóp pod ziemią, Herosi czy Beverly Hills, 90210.
Można go było dostrzec również w teledyskach: „With Love” (2007) Hilary Duff, „Without You” (2008) zespołu Hinder, „It’s Alright, It’s OK” (2009) Ashley Tisdale, „Here We Go Again” (2009) Demi Lovato i „Put Your Hands Up” (2012) grupy Matchbox Twenty.
W serialu Wielki powrót (The Comeback, 2005-2014) wystąpił w roli Chrisa MacNessa, a w miniserialu Generation Kill: Czas wojny (2008) pojawił się jako kapral Jason Lilley. W filmowej adaptacji książki Stephenie Meyer Twilight (Zmierzch) zagrał Emmetta Cullena.
W 2009 trafił na listę „Najgorętszych kawalerów lata” magazynu „People”. W 2010 reprezentował Ford Models podczas kampanii reklamowej Calvina Kleina X.
W filmie Renny’ego Harlina Legenda Herkulesa (The Legend of Hercules, 2014) zagrał postać Herkulesa/Alcidesa.
Był na okładkach „Men’s Health”, „Safari”, „Esquire”, „GQ” i „Men’s Fitness”.

## Filmografia

### Filmy fabularne
- 2006: Spadaj! (Stick It) jako Frank
- 2006: Przyjęty jako Dwayne
- 2007: Ghosts of Goldfield jako Chad
- 2008: Bal maturalny jako Rick Leland
- 2008: Zmierzch jako Emmett Cullen
- 2008: Deep Winter jako Mark Rider
- 2009: Saga „Zmierzch”: Księżyc w nowiu jako Emmett Cullen
- 2010: Koszmar z ulicy Wiązów jako Dean
- 2010: Meskada jako Eddie Arlinger
- 2010: Saga „Zmierzch”: Zaćmienie jako Emmett Cullen
- 2011: Love, Wedding, Marriage jako Charlie
- 2011: Saga „Zmierzch”: Przed świtem – część 1 (The Twilight Saga: Breaking Dawn − Part 1) jako Emmett Cullen
- 2011: Arena jako David Lord
- 2011: Immortals. Bogowie i herosi jako Posejdon
- 2012: Saga „Zmierzch”: Przed świtem – część 2 (The Twilight Saga: Breaking Down − Part 2) jako Emmett Cullen
- 2013: Java Heat jako Jake Travers/Wilde
- 2013: Tarzan: Król dżungli jako Tarzan (głos)
- 2013: Love is All You Need jako Ryan Morris
- 2013: Syrup jako podstępny Pete
- 2014: Niezniszczalni 3 jako Smille
- 2014: Legenda Herkulesa (The Legend of Hercules) jako Herkules/Alcides
- 2015: Ocalenie (Extraction) jako Harry Turner
- 2015: Experimenter jako William Shatner
- 2016: Money jako Mark

### Seriale TV
- 2004: Moda na sukces jako Rob
- 2005: CSI: Kryminalne zagadki Nowego Jorku jako Alex Hopper
- 2005: Sześć stóp pod ziemią jako Critter
- 2005: Summerland jako Fordie
- 2005-2014: Wielki powrót (The Comeback) jako Chris MacNess
- 2007: CSI: Kryminalne zagadki Las Vegas jako Chris Mullins
- 2007: Herosi jako Andy
- 2008: Generation Kill: Czas wojny jako kapral Jason Lilley
- 2008-2009: 90210 jako George Evans
- 2012: Rockefeller Plaza 30 w roli samego siebie

## Nagrody i nominacje
| Rok  | Nagroda               | Kategoria                                     | Film                                       | Rezultat  |
| ---- | --------------------- | --------------------------------------------- | ------------------------------------------ | --------- |
| 2010 | Teen Choice Awards    | Wybór filmowego łotra                         | Saga „Zmierzch”: Księżyc w nowiu           | Wygrana   |
| 2011 | Teen Choice Awards    | Wybór filmowego łotra                         | Saga „Zmierzch”: Zaćmienie                 | Wygrana   |
| 2012 | Teen Choice Awards    | Wybór filmowego łotra                         | Saga „Zmierzch”: Przed świtem – część 1    | Wygrana   |
| 2013 | Teen Choice Awards    | Wybór filmowego łotra                         | Saga „Zmierzch”: Przed świtem – część 2    | Wygrana   |
| 2014 | Young Hollywood Award | Super superbohater                            | Legenda Herkulesa (The Legend of Hercules) | Wygrana   |
| 2014 | Young Hollywood Award | Najgorętsze ciało                             | Legenda Herkulesa (The Legend of Hercules) | Nominacja |
| 2014 | Teen Choice Awards    | Dobór aktora filmowego akcji                  | Legenda Herkulesa (The Legend of Hercules) | Nominacja |
| 2015 | Złota Malina          | Złota Malina dla najgorszego aktora           | Legenda Herkulesa (The Legend of Hercules) | Nominacja |
| 2015 | Złota Malina          | Złota Malina za najgorsze ekranowe połączenie | Legenda Herkulesa (The Legend of Hercules) | Nominacja |